# Enlevé !
Enlevé ! (titre original : Kidnapped ; or the Lad with the Silver Button), également paru sous le titre : Les Aventures de David Balfour, est un roman d'aventures de Robert Louis Stevenson publié en 1886. En France, il a été édité pour la première fois en 1905.
Il est d'abord paru sous la forme de roman-feuilleton dans le magazine Young Folks Paper (en) du 1er mai au 31 juillet de la même année (14 épisodes).
Le roman s'articule autour d'un fait historique célèbre en Écosse : le meurtre d'Appin survenu en mai 1752.
Si de prime abord, Enlevé — mais cela vaut également pour Catriona, sa suite — semble n'être qu'un simple roman d'aventures populaire pour adolescents, il s'avère qu'en réalité, la toile de fond de l'œuvre est une reconstitution authentique et précise de la vie dans les Highlands au milieu du XVIIIe siècle, pour laquelle Stevenson s'est livré à un minutieux travail de synthèse de plusieurs sources historiques.

## Résumé

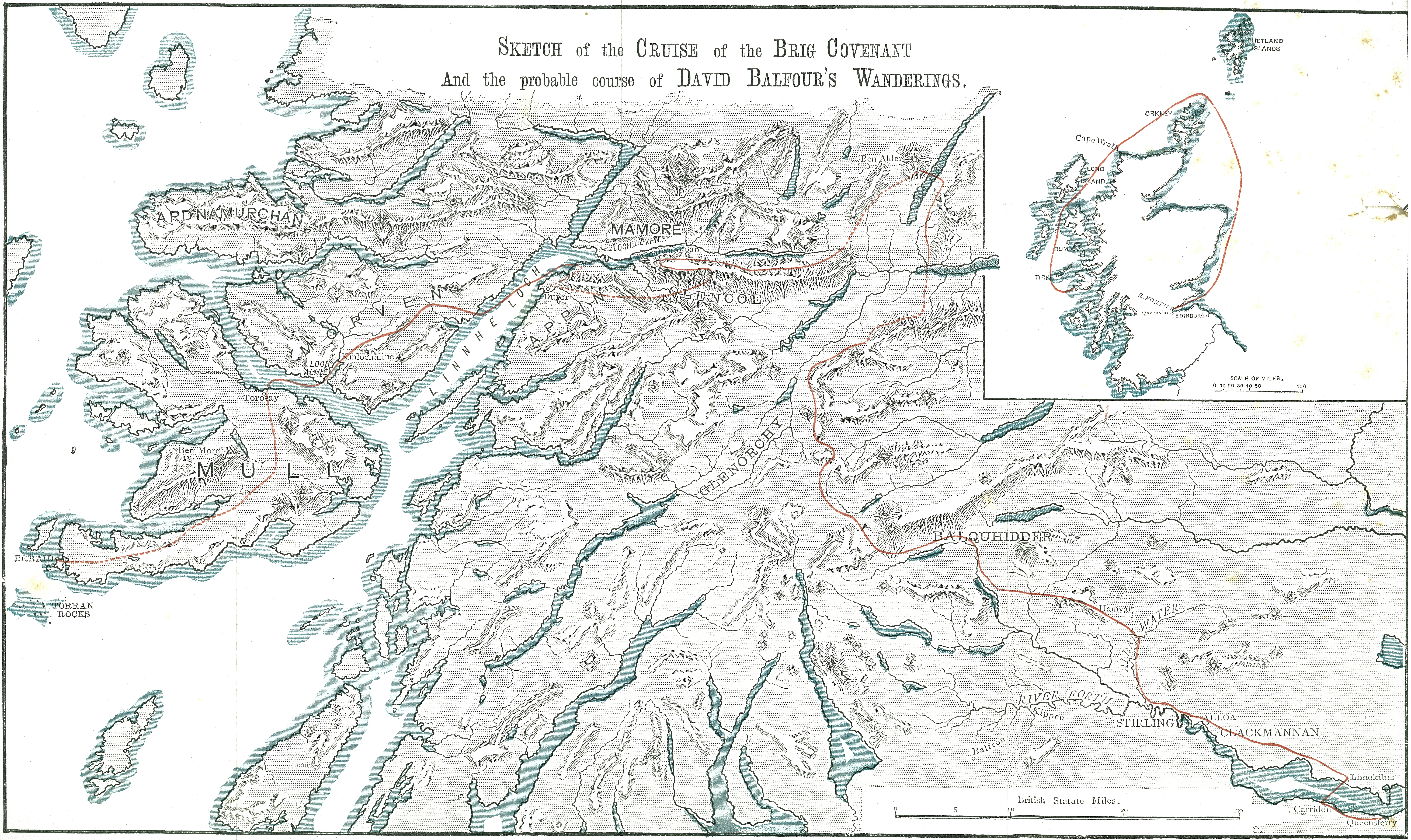
Carte des pérégrinations de David à travers les Highlands

En juin 1751 en Écosse, le jeune David Balfour suit les dernières volontés de son défunt père et prend la route du château de Shaws où demeure son dernier parent vivant, son oncle Ebenezer. David se rend bien vite compte que ce dernier tente de le spolier de son héritage, n'hésitant pas pour cela à attenter à sa vie. Mais avant d'avoir pu faire quoi que ce soit, David est enlevé et embarqué de force à bord du Covenant, un brick en partance pour Les Carolines. Voué à être vendu comme esclave dans une plantation, les jours s'écoulent à bord du navire et tout espoir semble perdu pour David. Le destin place alors sur sa route un allié providentiel en la personne d'Alan Breck Stewart, un fier Highlander jacobite, naufragé que le Covenant recueille à son bord. David met en garde Alan Breck contre les hommes qui viennent de le sauver : des pirates qui ne reculeront pas devant un meurtre pour s'emparer de ses biens. Les deux hommes s'allient alors et grâce au combattant redoutable qu'est Alan Breck, ils parviennent à tenir l'équipage en respect. Une trêve est établie avec les pirates mais, alors que tout danger semble écarté, le Covenant heurte un écueil lors d'une manœuvre délicate et David est précipité à la mer. D'abord naufragé sur une île, il rejoint la côte écossaise et entame une marche à travers les Highlands. Il assiste par hasard, ainsi qu'Alan Breck, à l'assassinat de Colin « Roy » Campbell de Glenure plus connu sous le nom de Renard Rouge. Immédiatement soupçonnés du meurtre et pris en chasse par les soldats du Renard Rouge, David et Alan Breck n'ont d'autre choix que de fuir et prendre le maquis. Traqués pendant plusieurs jours par les soldats anglais à travers les Highlands, les deux fugitifs parviennent après bien des pérégrinations à atteindre Queensferry. Là, avec l'aide d'Alan Breck, David confondra son oncle et reprendra toute légitimité sur l'héritage de son père.

## Genèse du roman
Peu après son retour de Californie, Stevenson et sa femme Fanny séjournent pendant quelques semaines à Strathpeffer, non loin de Dingwall. C'est là, plongé au cœur des Highlands, qu'il en découvre la beauté — il les trouvait jusque-là trop lugubres — et se passionne pour l'histoire des clans.
Dès la mi-septembre 1880, enflammé par ses discussions avec le principal Tulloch de l'université de St Andrews, il commence à concevoir le projet d'écrire sur l'histoire des Highlands, ainsi qu'il le confie à son cousin Bob Stevenson :
« [...] J'ai un grand projet d'ouvrage historique ; il te dira quelque chose puisqu'il a trait à l'Écosse ; mais il sera, une fois achevé, d'un grand intérêt pour des esprits de toute sorte [...]. Il doit s'intituler L'Écosse et l'Union, et s'efforcer de donner un tableau de l'Écosse à l'époque, sur les plans social, économique et religieux : prêtres des collines, bandits des collines, chefs des Highlands [...] ».
Durant tout l'automne, il accumule de la documentation et prend même conseil auprès de John Hill Burton, un éminent historien.
Fin 1880, son objectif s'est considérablement développé et est aussi devenu plus ambitieux, couvrant les épisodes majeurs de l'histoire des Highlands depuis 1715 jusqu'à la fin du XVIIIe siècle : les soulèvements jacobites de 1715 et 1745, Rob Roy, la Black Watch, Flora MacDonald, le schisme de 1843, etc. ; « une histoire très intéressante et triste, et depuis 45, il faut l'écrire pour la première fois ».

### Stevenson historien
Juin 1881, la chaire d'histoire et de droit constitutionnel de l'Université d'Édimbourg devient vacante, son actuel titulaire, le professeur Aeneas Mackay, en ayant démissionné.

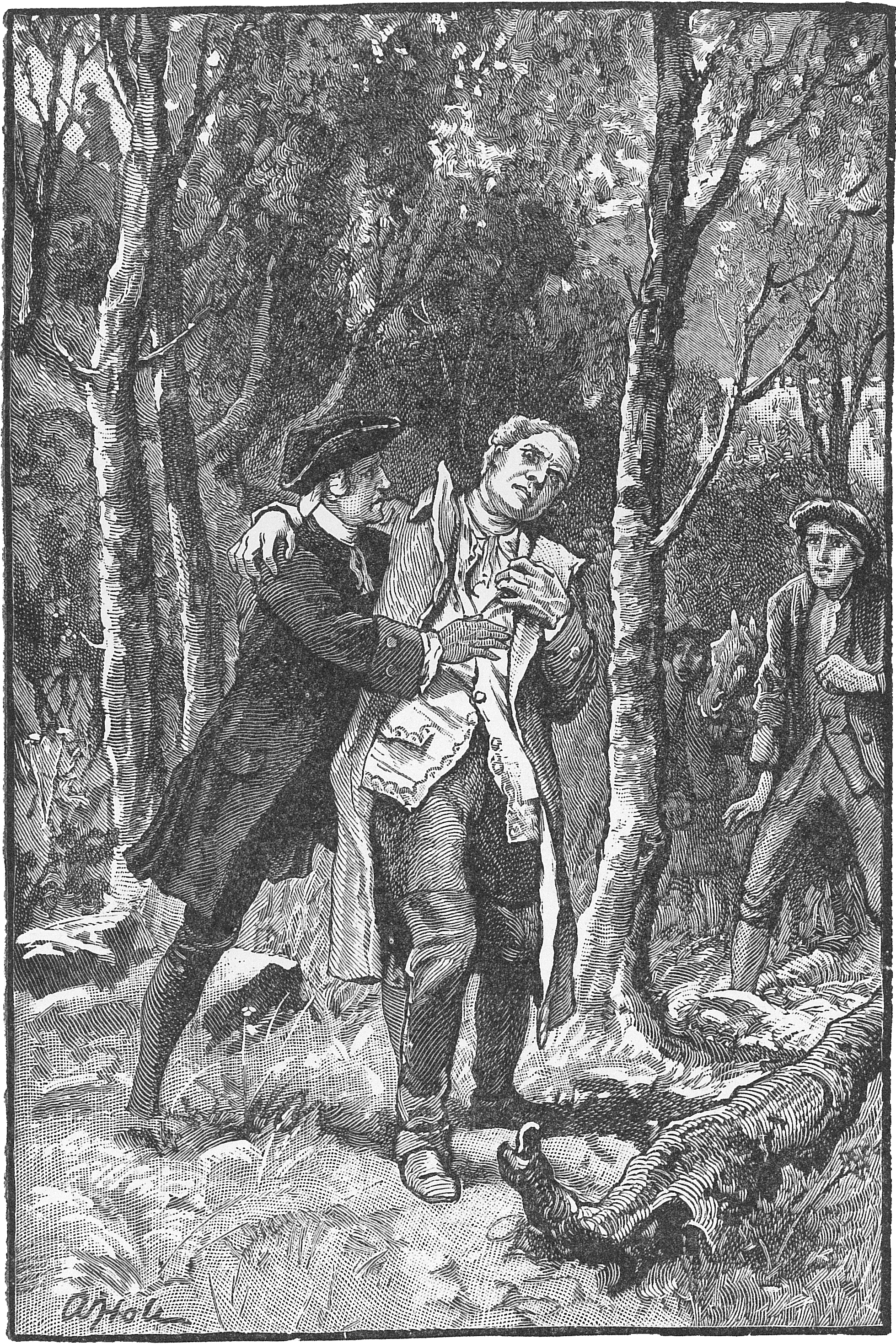
Le meurtre d'Appin

Tout plongé qu'il est dans ses recherches de documentation, le poste suscite vivement l'intérêt de Stevenson : « Je suis sur le point de faire une folie — me présenter à la chaire d'histoire d'Édimbourg ; le titulaire est élu par le Barreau, quorum pars ; on me dit qu'il est trop tard pour cette année, mais on me conseille de tous côtés de me présenter, car la chaire sera de nouveau vacante sous peu et je me serai ainsi bien placé pour la prochaine fois. Si je décrochais la place (ce qui est apparemment impossible) je crois qu'en dépit de toutes mes imperfections, je pourrais être passablement efficace ».
Le poste présente pour lui deux avantages majeurs : d'une part cela lui procurerait un revenu permanent non négligeable de 250 £ et d'autre part sa seule contrainte consisterait, grosso modo, à devoir passer l'été à Édimbourg pour y dispenser des cours magistraux, ce qui lui laisserait à disposition les neuf autres mois de l'année.
Encouragé sur cette voie par son père (lequel usa de son influence pour que le nom de son fils soit retenu parmi les candidats potentiels), Stevenson ne ménage pas ses efforts pour décrocher sa nomination à la chaire mais se fait peu d'illusions, craignant notamment que ses écrits précédents ne le desservent.
Durant l'été, tout en sollicitant auprès d'illustres personnalités des lettres de recommandation destinées au jury chargé d'élire le successeur de Mackay, il termine The Body Snatchers et Thrawn Janet et multiplie les projets.
Il travaille sur Les Gais Lurons, Les Squatters de Silverado, écrit les quinze premiers chapitres de ce qui deviendra L'Île au trésor, rédige des essais (Talk and Talkers, A Gossip on Romance) et envisage d'écrire une biographie sur Benjamin Franklin.
Lorsque finalement, en novembre 1881, sa candidature à la chaire d'histoire est rejetée, c'est presque avec soulagement qu'il accueille la nouvelle.
C'est au milieu de cette kyrielle de travaux (dont certains n'aboutirent jamais) que, lors d'un séjour en Suisse à Davos, Stevenson a l'idée d'écrire un récit mettant en scène le meurtre d'Appin. Il sollicite alors plusieurs documents auprès de son père dans cette optique :
« 
MON CHER PÈRE, - Il m'est venu à l'esprit la nuit dernière au lit que je pourrais écrire

The Murder of Red Colin, A Story of the Forfeited Estates.

Pour ça, j'ai tout ce qui m'est nécessaire, à l'exception du

- PROCÈS DES FILS DE ROB ROY AVEC ANECDOTES : Édimbourg, 1818, et

- du second volume du BLACKWOOD MAGAZINE.

Vous pourriez aussi regarder dans les PROCÈS CRIMINELS d'Arnot (en) dans ma chambre, et voir quelles observations il fait sur l'affaire (« Procès de James Stewart d'Appin pour le meurtre de Campbell de Glenure », 1752) ; s'il n'en fait aucune, peut-être pourriez-vous regarder - Oui, voyez si Burton en parle dans ses deux volumes de récits de procès. Je le ne pense pas, mais peu importe, regardez quand même.

[...]

Ton fils affectionné,

R. L. S. »

## Les sources historiques: utilisation et rôle dans le roman
Durant ses travaux préparatoires sur son projet d'histoire des Highlands, Stevenson s'était constitué un recueil de notes tirées de deux ouvrages principaux : Letters from a Gentleman in the North of Scotland to his friend in London (1754), d'Edmund Burt et Sketches of The Character, Manners, and Present State of the Highlanders of Scotland (1822), du colonel David Stewart.
Letters de Burt, bien que publié en 1754, a apparemment été écrit vingt ou trente ans plus tôt durant son séjour dans les Highlands. Officier de l'armée anglaise, Burt était alors chargé de la construction de routes ; ce projet avait été entrepris par les Anglais après la rébellion jacobite de 1715, afin de protéger la région et éviter un autre soulèvement.
Cet ouvrage présentait un intérêt énorme pour Stevenson puisqu'il s'agissait là d'un authentique témoignage direct de la vie dans les Highlands : description du milieu rural, nourriture, pauvreté et dénuement des gens, coutumes, etc.
Sketches de Stewart avait, pour sa part, comme objectif de retracer l'histoire des régiments des Highlands.
Publié en 1822, il décrit en fait la vie des Highlands une soixantaine d'années plus tôt, à partir de témoignages d'anciens officiers ou de femmes d'anciens officiers.
Salué à sa parution par le Blackwood's Magazine pour sa richesse en matière de détails historiques, l'ouvrage de Stewart constituait une véritable mine d'or pour Stevenson, mais s'avérait également plus délicat à analyser que Letters de Burt.
Le point de vue politique de Stewart est nettement plus prononcé : son livre fait l'éloge du soldat highlander tout en se lamentant sur le mode de vie désormais révolu des Highlands.
Le ton y est partisan, Stewart étant lui-même de tendance jacobite, et empreint d'une certaine nostalgie ; cependant, ce biais politique de Stewart n'a pas constitué un obstacle pour Stevenson, qui a puisé abondamment dans cette mine d'informations historiques.
Dans son cahier de notes, Stevenson avait recopié divers passages et anecdotes tirés de ces deux sources et les catégorisait dans la marge, à l'aide d'un mot-clé relatif au domaine qu'ils illustraient : conditions de vie (« pauvreté », « changement », « émigration », « éducation », « chef », « patronymique »), caractère du highlander (« fidélité », « vertu », « hospitalité ») ou personnalités (« Cluny », « Argyle », « Lovat »).
Stevenson va également s'appuyer sur deux récits de voyage, dont il tire des éléments supplémentaires sur les conditions de la vie quotidienne des highlanders : Travels in the Western Hebrides: From 1782 to 1790 (1793), de John Lanne Buchanan et A Tour Through the Highlands of Scotland, and the Hebride Isles, in 1786 (1787), de John Knox.

### Contexte historique
Le contexte historique de Kidnapped est assez particulier puisqu'il se situe quelques années après la bataille de Culloden en 1746 qui mit un terme à la seconde rébellion jacobite en écrasant les troupes de Highlanders. Le jacobitisme est anéanti, le prince Bonnie Charles a fui vers la France, et avec lui tout espoir de restauration d'un Stuart sur le trône d'Écosse.
Cette défaite eut pour conséquences directes, dès 1746, la mise en application de plusieurs lois établies par le Parlement anglais pour définitivement briser le système des clans :
- l'Act of Proscription, qui consiste en un renforcement du Disarming Act  (l'interdiction de port d'arme par les Highlanders), déjà en vigueur depuis 1715 mais peu respectée, auquel vient s'ajouter le Dress Act, interdiction vestimentaire du port du tartan ou du kilt,
- l'Heritable Jurisdictions Act, qui instaure l'abolition de l'autorité féodale des chefs de clans.

Dès le moment où David Balfour pose le pied sur le sol des highlands, il se pose en observateur naïf, confronté aux aspects les plus cruciaux de la vie des highlanders depuis l'instauration de ces lois post-Culloden.

## Autour du livre

### Hommages

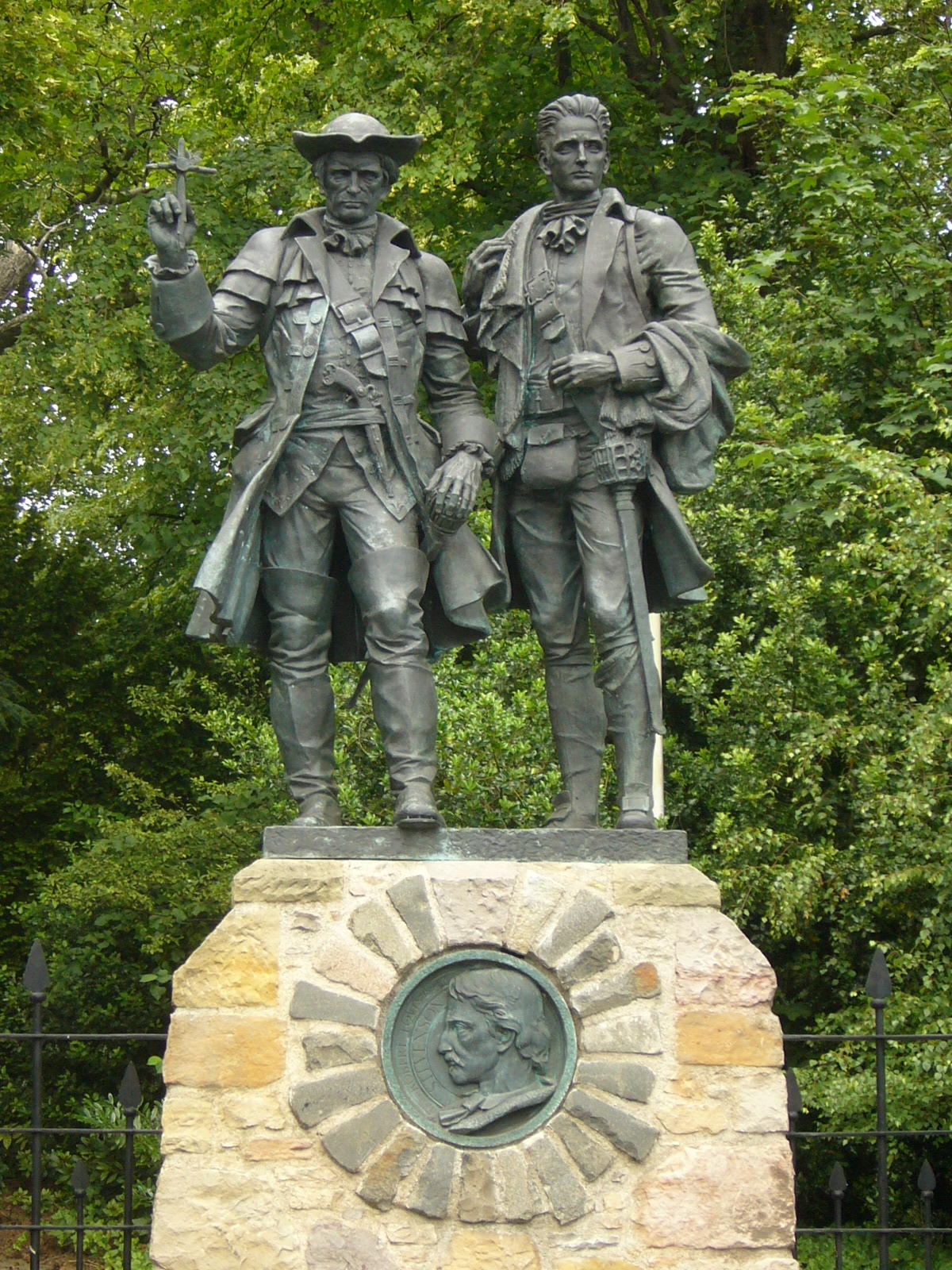
Les héros de Kidnapped : Alan Breck et David (mémorial d')

Un mémorial en l'honneur de R. L. Stevenson a été réalisé par le sculpteur Alexander Stoddart (en) et consiste en un bronze à l'effigie des deux héros de Kidnapped. Haut de 15 pieds (4,50 m), le monument a été inauguré en 2004 par le célèbre acteur écossais Sean Connery et se situe à Corstorphine (en) en banlieue d'Édimbourg.
Outre Stevenson, Édimbourg — et plus largement l'Écosse — a vu naître d'autres grands noms de la littérature tels Walter Scott ou Arthur Conan Doyle.
Cette tradition littéraire lui valut en octobre 2004 d'être la première ville à pouvoir s'enorgueillir du titre de « ville UNESCO de la littérature »,.
C'est à ce titre et dans le cadre du projet phare « One Book - One Edinburgh » destiné à promouvoir l'héritage littéraire écossais, que Kidnapped fut choisi en 2007 ; à cette occasion, trois nouvelles éditions de l'œuvre ont été produites dont 25 000 exemplaires furent gratuitement distribués à travers la ville dans les écoles, les bibliothèques ou encore par bookcrossing :
- 10 000 exemplaires de la version classique, annotée par le Pr. Barry Menikoff, avec une introduction de Louise Welsh[30],
- 7 500 exemplaires d'une version simplifiée, destinée à un jeune public[31],
- et 7 500 exemplaires d'un roman graphique de Cam Kennedy (en) et Alan Grant[32], qui a par ailleurs bénéficié d'une traduction en scots[33] et d'une autre en gaélique[34].

Fort du succès de cette campagne 2007, l'opération est renouvelée en 2008 et s'appuie sur un autre chef-d'œuvre de Stevenson : L'Étrange Cas du docteur Jekyll et de M. Hyde.

## Adaptations

### Au cinéma
À ce jour, Kidnapped a donné lieu à plus d'une vingtaine d'adaptations au cinéma ou à la télévision, notamment :
- 1917 : Kidnapped d'Alan Crosland, avec Raymond McKee, Robert Cain, Joseph Burke
- 1938 : Le Proscrit de Alfred L. Werker, avec Freddie Bartholomew, Warner Baxter, Arleen Whelan
- 1948 : Captif en mer de William Beaudine, avec Roddy McDowall, Sue England, Dan O'Herlihy
- 1960 : L'Enlèvement de David Balfour de Robert Stevenson pour les studios Disney avec Peter Finch (Alan Breck), James MacArthur (David) et Peter O'Toole
- 1971 : Kidnapped, de Delbert Mann avec Lawrence Douglas (David Balfour), Michael Caine (Alan Breck), Donald Pleasence (Ebenezer)

### À la télévision
- 1952 : Kidnapped, série télévisée britannique, avec John Fraser (David Balfour), Patrick Troughton (Alan Breck), Willoughby Gray (Ebenezer Balfour)
- 1956 : Kidnapped, téléfilm de Joy Harington, avec Leonard Maguire (David Balfour), Patrick Troughton (Alan Breck), John Laurie (Ebenezer Balfour)
- 1978 : Les Aventures de David Balfour (Kidnapped), mini-série anglo-germano-hollandaise de Jean-Pierre Decourt, avec Ekkehardt Belle, David McCallum, Aude Landry
- 1995 : Kidnapped, téléfilm américain de Ivan Passer, avec Brian McCardie, Armand Assante, Patrick Malahide, Michael Kitchen
- 2005 : Kidnapped, téléfilm britannique de Brendan Maher, avec James Anthony Pearson, Adrian Dunbar

### Bande dessinée
- 1967 : Adaptation en Bande Dessinée : Enlevé ! (Casterman, 2010), par Hugo Pratt au dessin, et Mino Milani (it) au scénario.

## Éditions françaises
- Enlevé ! : mémoire relatant les aventures de David Balfour en l'an 1751  (trad. et préf. d'Albert Savine), Paris, Éditions P.-V. Stock, coll. « Bibliothèque cosmopolite » (no 16), 1905, LXXII-324 p., in-18 (Wikisource)[2]
- 1907 : Les Aventures de David Balfour de Robert L. Stevenson - Traduction de l'anglais par Mme Marie Dronsart, illustré par Hermann Vogel, Paris : Hachette, collection : « Nouvelle collection pour la jeunesse », in-8°, 303 p[38].
- 1928 : Les Aventures de David Balfour de Robert L. Stevenson - Traduction de Mme Marie Dronsart, Paris : Hachette, collection : Les Meilleurs romans étrangers, In-16, 256 p.
- 1932 : Les Aventures de David Balfour de Robert L. Stevenson - Traduction de Théo Varlet, Paris : Éditions Albin Michel, In-16, 255 p.
- 1947 : Kidnappé ! ou les Aventures de David Balfour de Robert L. Stevenson - Traduction de Jean Nin, illustrations de Pierre Leroy, Paris : Éditions Gründ, collection « Gründ illustrée », série Bleuet no 14, in-16, 206 p.
- 1955 : Les Aventures de David Balfour de Robert L. Stevenson - Traduction de Françoise Guerard et Jean Gouget, illustrations de Rossini, Paris : O.D.E.J., In-16, 188 p.
- 1961 : Les Aventures de David Balfour de Robert L. Stevenson - Texte établi d'après le film de Walt Disney. . Adaptation de Françoise Guerard et Jean Gouget, illustrations d'A. Schmidt, Paris : Éditions des Deux coqs d'or, collection : Les Romans du livre d'or no 3, In-8°, 61 p[39].
- 1976 : Les Aventures de David Balfour de Robert L. Stevenson - Comprend : Enlevé ! et Catriona. Traduction de Théo Varlet, Paris : Union générale d'éditions, collection : 10-18 ; 1042-1043. Série L'Aventure insensée, 2 vol. (314, 447 p.  (ISBN 2-264-00032-5) (vol. 1) et  (ISBN 2-264-00033-3)
- 1979 : Les Aventures de David Balfour de Robert L. Stevenson - Traduction de Marie Dronsart, illustrations de Pierre Brochard, Paris : Hachette, Collection : Bibliothèque verte, 246 p.
- 1982 : Les Aventures de David Balfour de Robert L. Stevenson - Paris : Dargaud, collection : Lecture et loisir, 187 p.  (ISBN 2-205-02153-2)
- 2006 : Les Aventures de David Balfour de Robert L. Stevenson - Traduction de Théo Varlet, préface de Francis Lacassin, Monaco : Éditions du Rocher ; Paris : Le Serpent à plumes, collection Motifs no 262  (ISBN 2-268-05883-2)
- 2015 : Enlevé ! de Robert L. Stevenson - Traduction de Théo Varlet (révisée) : Éditions Sillage ; Paris. 320 p.  (ISBN 979-10-91896-33-7)

## Sources
- (en) R. L. Stevenson, Kidnapped; or, The Lad with the Silver Button, San Marino (Calif.), Huntington Library, 1999, 334 p. [détail des éditions] (ISBN 0-87328-177-2)
- (en) Barry Menikoff, Narrating Scotland : the imagination of Robert Louis Stevenson, Columbia (S.C.), University of South Carolina Press, 2005, 233 p. [détail des éditions] (ISBN 1-57003-568-7, lire en ligne)
- R. L. Stevenson (trad. de l'anglais), Correspondance, tome 1 : Lettres du vagabond, Paris, Nil, 1994, 807 p. [détail des éditions] (ISBN 2-84111-002-8)
- (en) Seamus Carney, The Appin Murder — The Killing of the Red Fox, Birlinn Limited, 1994, 196 p. [détail des éditions] (ISBN 1-874744-21-1)